# Blasmusikverband Baden-Württemberg
Der 1977 gegründete Blasmusikverband Baden-Württemberg e. V. ist Interessensvertreter und Dienstleister für über 1.428 Musikvereine der Bläser- und Spielleutemusik. Mit gut 106.000 aktiv Musizierenden ist der BVBW der mitgliederstärkste Instrumentalverband der Amateurmusik in Baden-Württemberg. Zu den Kernaufgaben zählen die musikalische und überfachliche Bildungsarbeit sowie die klassische Arbeit als Interessensverband, der die Belange seiner Mitglieder gegenüber Politik, Medien und Gesellschaft vertritt. Darüber hinaus unterstützt der Verband die ehrenamtliche Arbeit der Vereine durch eine Vielzahl an Dienstleistungen, beispielsweise in den Bereichen Versicherung, GEMA, Verbands- und Vereinsmanagement, Presse und Finanzwesen. Das übergeordnete Ziel ist es dabei stets, die Vielfalt, die Ausprägung und das Wirken der Blasmusik in Baden-Württemberg für Kultur und Gesellschaft nachhaltig zu stärken.
Der Blasmusikverband ist Eigentümer und Bauherr des Musikzentrums Baden-Württemberg in Plochingen, das im September 2021 feierlich eröffnet wurde. Das Musikzentrum bietet über die verbandseigene Bläserakademie ein Bildungskonzept, das auf Kontinuität, Qualität und Nachhaltigkeit ausgerichtete Kursprogramme anbietet. Kernstück des Kursprogramms sind die Etablierung und Umsetzung einer neukonzipierten Dirigentenausbildung, die Stärkung des ehrenamtlichen Vereinsmanagements sowie Seminarangebote zu tagesaktuellen Herausforderungen der Orchesterarbeit.
Das Zentrum mit seiner musikaffinen Infrastruktur ist seit Sommer 2021 auch für die Gremien und Institutionen des Blasmusikverbands neue Heimat. Nach vielen Jahren in Bad Cannstatt liegt der Mittelpunkt des Verbandsgeschehens nun in Plochingen, wo auch die verbandseigene Geschäftsstelle mit insgesamt zehn hauptamtlichen Mitarbeitern angesiedelt ist.
Seit dem 4. September 2021 ist der CDU-Landtagsabgeordnete und ehemalige Justizminister Guido Wolf neuer Präsident.
Neben 22 Blasmusik-Kreisverbänden sind dem Blasmusikverband zudem drei weitere Institutionen angegliedert: Die „Bläserjugend Baden-Württemberg“ als selbständige Jugendorganisation, das international renommierte „Landesblasorchester Baden-Württemberg“ mit rund 90 Musikern sowie die „Alphornbläser Baden-Württemberg“, ein Verband mit über 100 Alphorngruppen.

## Musikzentrum Baden-Württemberg
Das Musikzentrum Baden-Württemberg, die Bildungs- und Begegnungsstätte für die Amateurmusik, wurde im September 2021 eröffnet und soll zum Mittelpunkt für die Bläsermusik, die Chormusik und viele weitere Musikgruppierungen werden. Über den Bildungsanspruch hinaus soll das Musikzentrum auch den Raum für den Austausch von Erfahrungen der Jugend- und Vereinsarbeit sowie der Förderung des gesellschaftlichen Miteinanders von Musikern bieten.
Das Haus wurde vom Blasmusikverband Baden-Württemberg e. V. erbaut und beheimatet zahlreiche Musikverbände der Amateurmusik mit ihren Service- und Dienstleistungen.

## Mitgliedsverbände
- Kreisverband Biberach
- Kreisverband Böblingen
- Kreisverband Bodensee
- Kreisverband Calw
- Blasmusikverband Esslingen
- Kreisverband Freudenstadt
- Kreisverband Göppingen
- Kreisverband Heidenheim
- Blasmusikkreisverband Heilbronn
- Kreisverband Hohenlohe
- Blasmusik Kreisverband Ludwigsburg
- Kreisverband Neckar-Alb
- Blasmusikverband Ostalbkreis
- Kreisverband Pforzheim-Enz
- Kreisverband Ravensburg
- Kreisverband Rems-Murr
- Kreisverband Rhein-Neckar
- Kreisverband Rottweil-Tuttlingen
- Blasmusikverband Sigmaringen
- Kreisverband Stuttgart-Filder
- Kreisverband Ulm-Alb-Donau
- Kreisverband Zollernalb